# خافيير إسبينوسا
خافيير إسبينوسا (بالإسبانية: Javier Espinosa) (19 سبتمبر 1992 إسبانيا - ) هو لاعب كرة قدم إسباني، يلعب كلاعب وسط.

## وصلات خارجية
خافيير إسبينوسا على موقع الاتحاد الدولي (مؤرشف)  (الإنجليزية)
- خافيير إسبينوسا على موقع قاعدة بيانات كرة القدم.إي يو (الإنجليزية)
- خافيير إسبينوسا على موقع Soccerbase.com (لاعب) (الإنجليزية)
- خافيير إسبينوسا على موقع Soccerway.com (الإنجليزية)
- خافيير إسبينوسا على موقع AS.com (الإسبانية)